# Юхарева, Наталья Александровна
Наталья Александровна Юхарева (Петухова) (род. 17 сентября 1975, Ленинград) — российская самбистка и дзюдоистка, чемпионка и призёр чемпионатов России по самбо, призёр чемпионатов России и Европы по дзюдо, чемпионка мира по самбо, мастер спорта России международного класса, участница летних Олимпийских игр 2004 года в Афинах. Выпускница Университета имени Лесгафта.
На Олимпиаде Юхарева выступала в весовой категории до 57 кг. В первой схватке она уступила представительнице КНДР Ке Сун Хи. В утешительной серии россиянка победила представительницу Мальты Маркон Беззину, британку Софи Кокс, но уступила француженке Барбаре Харел и выбыла из борьбы за медали.

## Семья
Супруг и тренер Сергей Юхарев — мастер спорта России по дзюдо, Заслуженный тренер России, тренер спортивного клуба «Самбо-70».

## Спортивные достижения
- Чемпионат России по дзюдо 2003 года — ;
- Чемпионат России по дзюдо 2004 года — ;
- Кубок России по самбо среди женщин 2005 года — ;
- Чемпионат России по самбо среди женщин 2005 года — ;
- Чемпионат России по самбо среди женщин 2006 года — ;
- Чемпионат России по дзюдо 2006 года — ;
- Чемпионат России по дзюдо 2007 года — ;